# Les campanes (conte de Charles Dickens)
Les campanes, també titulat Les campanes, un conte de follets és un relat escrit per Charles Dickens i publicat el 1844, un any després de Conte de Nadal i un any abans que El grill de la llar. És el segon de la sèrie de llibres nadalencs d'aquest autor: cinc novel·les curtes de fort missatge social i moral que publicà en la dècada de 1840. A més pertanyen a aquesta sèrie La batalla de la vida (1846) i El fetillat (1848).

## Desenvolupament
Fou escrit al 1844, durant l'estada d'un any de Dickens a Itàlia. John Foster, el seu primer biògraf, diu que Dickens estava buscant un títol i una estructura per al següent llibre nadalenc que tenia contractat, quan descobrí el so de les campanes de Gènova, que s'escoltava des de la vil·la on s'allotjava.
L'endemà passat, Dickens envia a Foster una carta que només deia: «Hem sentit el toc de mitjanit, mestre Trivial», i immediatament comença a escriure el conte. Segons Foster, la intenció de Dickens era la de «donar un cop per als pobres». Dickens torna a Londres durant una setmana al desembre de 1844 i feu algunes lectures del llibre als seus amics abans de publicar-lo per jutjar-ne l'impacte.
El títol es refereix a les velles campanes de l'església a la porta de la qual treballa Toby Veck («Trotty»), el protagonista del relat: es divideix en quatre parts anomenades «quarts», nom que Dickens pren dels quarts d'hora que toquen les campanes, de la mateixa forma que divideix Conte de Nadal en «estrofes» o El grill de la llar en «chirps».

## Resum de la trama
Una Nit de cap d'any, Trotty, un pobre i vell missatger, queda horroritzat per les informacions sobre crims i immoralitats que llig als diaris i es pregunta si la classe treballadora és roïna per naturalesa. La seua filla Meg i el seu promés, Richard, li anuncien la intenció de casar-se l'endemà després d'un llarg festeig. Trotty oculta els seus recels, però la felicitat de la parella es veu entelada per una trobada amb el pretensiós regidor Cute, jutge de pau, amb un economista polític i amb un jove cavaller nostàlgic, i entre tots convencen Trotty, Meg i Richard que pràcticament no tenen dret a existir, per no parlar de casar-se.
Trotty duu una nota de Cute al parlamentari sir Joseph Bowley, un home que exerceix la caritat com si fos un dictador paternalista. Bowley està pagant ostentosament els seus deutes per començar l'any net d'obligacions, i reprén Trotty perquè ha deixat a deure uns xílings a la botiga del barri. A la tornada a casa, convençut que ell i els pobres en general són naturalment desagraïts i no tenen lloc en la societat, Trotty es troba amb Will Fern, un llaurador pobre, i la seua neboda òrfena, Lilian. Fern ha estat acusat de vagabunderia i vol entrevistar-se amb Cute per aclarir l'assumpte, però per una conversa que ha sentit a casa de Bowley, Trotty li adverteix que Cute vol arrestar-lo i empresonar-lo. Trotty se'n porta els dos a casa, on els quatre comparteixen l'escàs menjar i el miserable allotjament. Meg intenta amagar el seu patiment, ja que la trobada amb Cute i els altres l'han dissuadida de casar-se amb Richard.
De nit, les campanes semblen cridar a Trotty. En arribar a l'església veu oberta la porta de la torre i puja al campanar, on descobreix els esperits de les campanes i els follets que els assisteixen, que el renyen per haver perdut la fe que el destí de totes les persones és millorar. Li diuen que ha caigut de la torre i és mort, i que la vida que li espera a Meg ha de ser una lliçó per a ell. Després hi ha una sèrie de visions que Trotty és obligat a observar, incapaç d'interferir en les dificultoses vides de Meg, Richard, Will i Lilian en els anys següents. Richard cau en l'alcoholisme; Meg acaba casant-se amb ell per intentar salvar-lo, però Richard mor arruïnat, i la deixa amb un nadó. Will entra i ix de la presó, i Lilian acaba prostituint-se. Al final, Meg, en la indigència, pensa a ofegar-se amb el seu fill, i comet així assassinat i suïcidi. La intenció de les campanes és mostrar a Trotty que, lluny de ser naturalment dolents, els humans estan concebuts per lluitar per causes nobles, i només cauen quan se'ls aixafa i reprimeix més del que poden suportar. Trotty s'enfonsa quan veu Meg a punt de saltar al riu, crida que ha aprés la lliçó i demana a les campanes que la salven: de sobte és a la seua vora, capaç de tocar-la i impedir que s'hi llance.
Al final del relat, Trotty es desperta dins de sa casa com si tot haguera estat un somni mentre les campanes saluden el nou any. Meg i Richard han decidit casar-se, i els seus amics els munten espontàniament una festa per celebrar-ho. L'autor convida el lector a reflexionar sobre si aquest «despertar» és un somni dins d'un altre somni. El lector ha de triar entre les nefastes conseqüències de la conducta de les classes riques en la visió de Trotty o el goig de les noces.

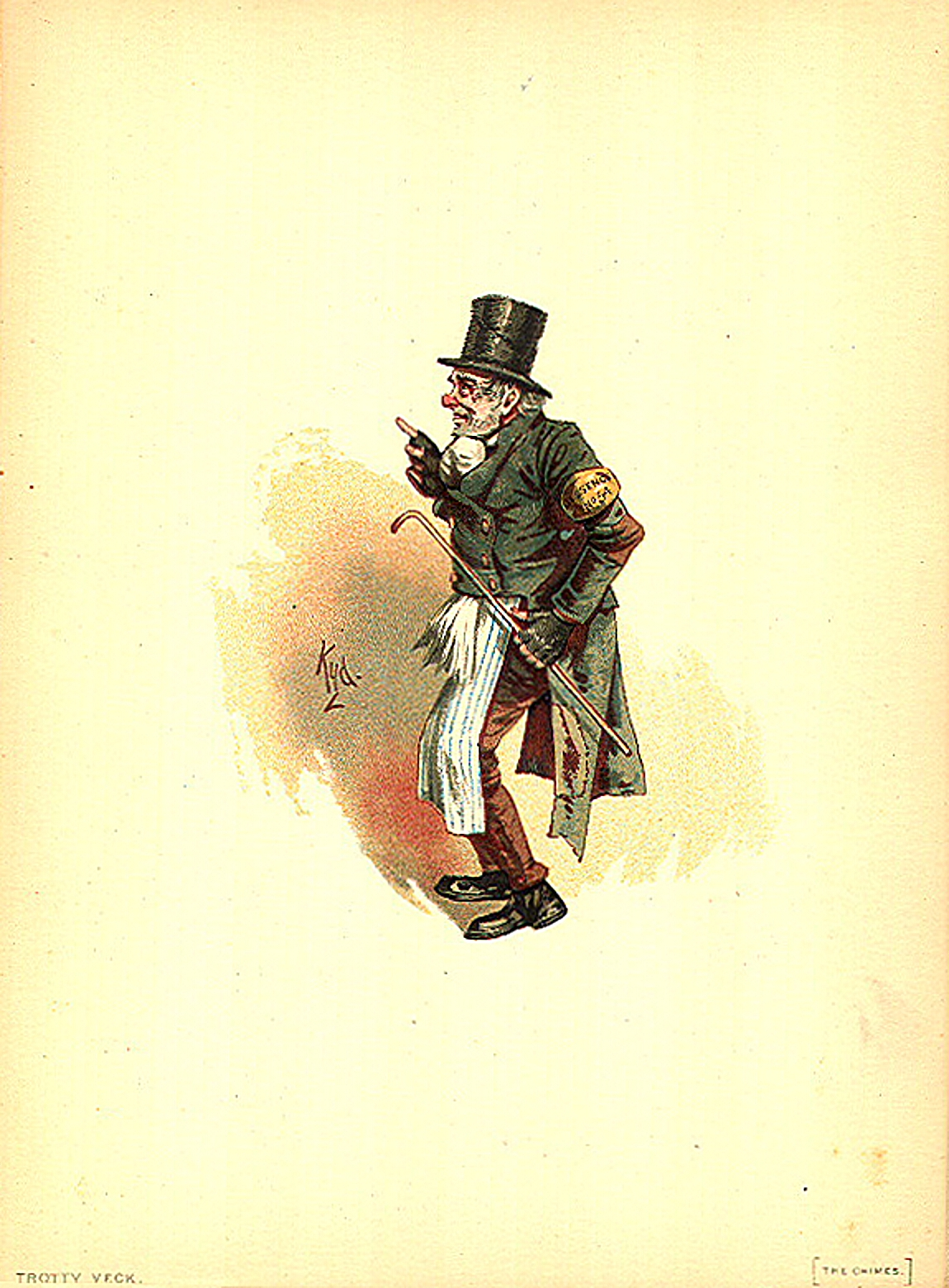
Trotty Veck per Kyd (Joseph Clayton Clarke)

## Personatges principals
- Toby Veck, Trotty, el protagonista, un pobre i ancià missatger
- Margaret Veck, Meg, filla de Toby
- Sra. Anne Chickenstalker, propietària de la botiga del barri
- Regidor Cute, jutge de pau
- Mr. Filer, economista polític de tall utilitarista
- Sir Joseph Bowley, ric parlamentari
- Will Fern, llaurador
- Lilian Fern, neboda òrfena de Will

## Tema principal
Les campanes és un relat moral com el seu predecessor, Conte de Nadal, i és escrit amb la intenció d'influenciar els lectors amb la moralitat de Dickens. Les campanes representen el temps, i el tema principal de la història es resumeix en els tres errors que acusen Trotty de cometre:
• Enyorar una època daurada que mai existí en lloc de millorar les condicions actuals.
• Creure que les alegries i les penes de les persones no importen a un poder superior.

• Condemnar els abatuts i infortunats, i no oferir-los ajuda ni compassió.
 «Qui gira l'esquena als caiguts en desgràcia i desfigurats els abandona considerant-los abominables i no es molesta a localitzar ni rastrejar, amb mirada compassiva, el desprotegit precipici al qual caigueren des del Bé, agafant-se en la seua caiguda a matolls i brins d'aquesta terra perduda, i seguint-hi aferrats, magolats i agonitzants ja en l'abisme, fa malament al Cel i als humans, al Temps i a l'Eternitat. I tu ens has fet aquest mal!»

## Acceptació i importància literària
Després de l'èxit de Conte de Nadal l'any anterior, Les campanes crearen fortes expectatives. A les poques setmanes de la seua publicació ja s'havien estrenat cinc obres teatrals basades en el relat, i en els tres primers mesos se'n vengueren prop de 20.000 còpies. Fou un èxit editorial. La crítica va estar dividida: agradà als que simpatitzaven amb el missatge polític i social, mentre que altres el consideraren perillosament radical. El diari cartista Northern Star digué de Charles Dickens que era «el campió dels pobres»; John Bull, però, rebutjà les seues desagradables caricatures de la filantropia. Fou un èxit financer per a Dickens, tot i que a llarg termini la seua fama es veié eclipsada per la de Conte de Nadal.

## Al·lusions i referències

### Al·lusions a altres obres
Will Fern demana a les classes altes que deixen d'interferir en la seua vida i li permeten morir, amb una amarga referència al Llibre de Rut de la Bíblia.

### Al·lusions a fets reals històrics, geogràfics i científics
La novel·la està ambientada en l'època en què es publicà, la dècada de 1840 (la crisi europea de les creïlles), un període de malestar polític.
La convicció de Trotty que els pobres són naturalment dolents està influenciada per un article que llegeix sobre una jove que ha intentat ofegar-se amb el seu fill, i aquesta situació retorna en el clímax del relat, quan Meg considera la possibilitat de fer el mateix. És una referència a Mary Furley, una jove que fou condemnada a mort el 1844 per infanticidi, després que la seua desesperació per no tornar a l'asil la conduïra a un intent fallit de suïcidi en què morí el seu fill. Aquest cas causà un fort debat públic al 1844. Dickens prengué part en les protestes contra la sentència, que en acabant li fou commutada per pena de desterrament. Aquest cas inspirà moltes obres, com ara el poema The Bridge of Sighs de Thomas Hood.
Cute és una caricatura de sir Peter Laurie, magistrat de Middlesex, regidor i batle de Londres, conegut per la seua determinació per «sotmetre» les classes populars i la seua conducta antisocial. Es creu que els seus comentaris sobre el cas de Mary Furley serviren d'inspiració a Dickens per escriure Les campanes.
El jove anònim que rememora «els vells temps» és una referència al moviment Young England. Dickens eliminà moltes d'aquestes referències abans de publicar el llibre.